# 第91师团 (日本陆军)
第91师团（だいきゅうじゅういちしだん）是大日本帝國陸軍师团之一。

## 沿革
第91师团在1944年4月以千島第1守備隊为基础编成并编入第27軍。其负责区域从千島列島的占守岛一直到舍子古丹島，师团主力配属在占守島和幌筵岛。
千島列島的苏軍之间的激战开始于停战后的8月18日。在占守岛进行的全面作战中，守备队对抗苏军占有优势，然而在第5方面军的指示下该地区最终于21日实现全面停火，23日解除武装。在其他岛屿上也因苏军的占领而停火，各守备队被解除武装。（詳細请参照千島群島登陸行動）

## 师团概要

### 歴代师团長
- 堤不夾貴 中將：1944年4月17日 -

### 最終司令部構成
- 参謀長：柳岡武上校
  - 参謀：角張清少校
- 高級副官：山口定大佐
- 経理部長：木村重郎主計中校

### 最終所属部隊
- 步兵第73旅团（旭川）：杉野巌少将
  - 独立步兵第282大隊：樱井平次郎少佐
  - 独立步兵第283大隊：竹下三代二少佐
  - 独立步兵第284大隊：野口谷五郎少佐
  - 独立步兵第285大隊：广江重郎大佐
  - 独立步兵第286大隊：樱井瑎介中佐
  - 独立步兵第287大隊：得平操中佐
  - 步兵第73旅团通信隊：
- 步兵第74旅团（旭川）：佐藤政治少将
  - 独立步兵第288大隊：橋口俊成少佐
  - 独立步兵第289大隊：山田德藏少佐
  - 独立步兵第290大隊：吉野貞吾少佐
  - 独立步兵第291大隊：林邦彦上尉
  - 独立步兵第292大隊：小川与之吉大尉
  - 独立步兵第293大隊：小川伊佐雄大佐
  - 步兵第74旅团通信隊：桃井龟藏大尉
- 千島第1陸軍医院：朝枝淳一軍医中佐
- 战车第11联队：池田末男大佐
- 独立战車第2中隊：伊藤力雄大尉
- 第91师团通信隊：薄井善春少佐
- 第91师团兵器勤務隊：家永大次少佐
- 第91师团衛生隊：与倉守雄少佐
- 第91师团工兵隊：小針通少佐
- 第91师团防空隊：鈴木村治中佐
- 第91师团輜重隊：木村森茂大尉
- 第91师团速射砲隊：田口英男少佐
- 第91师团第1火炮隊：加濑谷陸夫中佐
- 第91师团第2砲兵隊：坂口元男中佐
- 第91师团第11对空無線隊：鈴木晋平軍曹